# Ashland (Californië)
Ashland is een plaats in Alameda County in Californië in de VS. De totale oppervlakte bedraagt 4,8 km² (1,8 mijl²), volledig op land.

## Demografie
Volgens de census van 2000 bedroeg de bevolkingsdichtheid 4363,2/km² (11.284,9/mijl²) en bedroeg het totale bevolkingsaantal 20.793 dat bestond uit:
- 39,03% blanken
- 20,13% zwarten of Afrikaanse Amerikanen
- 1,29% inheemse Amerikanen
- 14,87% Aziaten
- 1,14% mensen afkomstig van eilanden in de Grote Oceaan
- 16,09% andere
- 7,45% twee of meer rassen
- 32,48% Spaans of Latino

Er waren 7223 gezinnen en 4868 families in Ashland. De gemiddelde gezinsgrootte bedroeg 2,83.

## Plaatsen in de nabije omgeving
De onderstaande figuur toont nabijgelegen plaatsen in een straal van 8 km rond Ashland.